# Megarthroglossus wilsoni
Megarthroglossus wilsoni är en loppart som beskrevs av Mendez et Haas 1973. Megarthroglossus wilsoni ingår i släktet Megarthroglossus och familjen mullvadsloppor. Inga underarter finns listade i Catalogue of Life.